# Pseudomeloe humeralis
Pseudomeloe humeralis es una especie de coleóptero de la familia Meloidae.

## Distribución geográfica
Habita en América.